# Joseph Montano
Pour les articles homonymes, voir Montano.
Joseph Marguerite Montano , né le 9 mai 1844 à Toulouse et mort le 30 novembre 1914, est un médecin, anthropologue et naturaliste, 

## Biographie
Licencié en droit et en sciences naturelles, docteur en médecine, le ministère de l'instruction publique l'envoie en mission dans le Sud-Est asiatique comme chef de la mission scientifique en Malaisie et dans la partie méridionale des Philippines de 1879 à 1881

## Écrits
- Étude sur les crânes Boughis et Dayaks du Muséum d'histoire naturelle, Paris, G. Masson, 1878
- Rapport à M. le Ministre de l'Instruction Publique sur une mission aux îles Philippines et en Malaisie (1879-1881), Paris, Impr. nationale , 1885
- Voyage aux Philippines et en Malaisie, Paris, Hachette, 1886